# Asparagus kansuensis
Asparagus kansuensis — вид рослин із родини холодкових (Asparagaceae).

## Біоморфологічна характеристика
Це дводомний кущ. Коріння з субкінцевими бульбами товщиною 2–3 см. Стебла прямовисні, сильно розгалужені, 17–27 см, густо вузлові; стебло і гілки смугасто-ребристі. Листова шпора шипаста, шип тонкий і гострий. Кладодії в пучках по (3)5–10, голчасті, 5–8 × ≈ 0.4 мм. Суцвіття розвиваються після кладодій. Квіти обох статей поодинокі чи парні; квітконіжка ≈ 1 мм. Чоловічі квітки: оцвітина дзвоноподібна, 2–2.5 мм. Період цвітіння: червень.

## Середовище проживання
Поширений на півночі Китаю.
Населяє схили; від 900 до 1600 метрів.